# Lars Stindl
Lars Stindl (Waghäusel, 26 augustus 1988) is een Duits voetballer die doorgaans als rechtermiddenvelder speelt. Hij tekende in maart 2015 een contract van 1 juli 2015 tot medio 2020 bij Borussia Mönchengladbach, dat circa €3.000.000,- voor hem betaalde aan Hannover 96. Stindl debuteerde in 2017 in het Duits voetbalelftal.

## Clubcarrière
Stindl verruilde op zijn elfde TSV Wiesental voor de jeugdopleiding van Karlsruher SC. Hiervoor debuteerde hij op 15 maart 2008 in het eerste elftal, in een wedstrijd in de Bundesliga tegen Eintracht Frankfurt. Hij begon meteen in de basiself en werd negen minuten voor tijd naar de kant gehaald. Stindl maakte op 29 november 2008 zijn eerste doelpunt in het betaald voetbal tegen Hannover 96. Hij speelde drie seizoenen in de hoofdmacht van Karlsruher, waarvan het laatste in de 2. Bundesliga.
Stindl gaf in februari 2010 aan een nieuwe uitdaging te willen aangaan. Op 16 maart 2010 werd zijn overgang naar Hannover 96 bevestigd. Dit betekende voor hem een terugkeer in de Bundesliga, waarin hij de vijf jaar die hij bij de club bleef ook voortdurend doorbracht. Het sportieve hoogtepunt in die tijd was een vierde plaats in het seizoen 2010/11, het minste resultaat een dertiende plaats in 2014/15. Gedurende zijn tijd bij Hannover speelde Stindl meer dan 130 competitiewedstrijden. Ook debuteerde hij in 2011 in het shirt van Hannover in de UEFA Europa League.
Stindl tekende in maart 2015 een contract van 1 juli 2015 tot medio 2020 bij Borussia Mönchengladbach, de nummer drie van de Bundesliga in het voorgaande seizoen. Dat betaalde circa €3.000.000,- voor hem.

## Interlandcarrière
Stindl kwam driemaal uit voor Duitsland –20. Hij speelde op 11 augustus 2009 zijn enige wedstrijd voor Duitsland –21, tegen Turkije –21. In diezelfde wedstrijd debuteerde ook Marco Reus in het elftal. Stindl debuteerde op 6 juni 2017 onder bondscoach Joachim Löw in het Duits voetbalelftal. Hij speelde die dag negentig minuten in een oefeninterland in en tegen Denemarken (1–1). Stindl won een maand later met Duitsland de FIFA Confederations Cup 2017. Hij maakte op 19 juni 2017 in de eerste groepswedstrijd van dit toernooi zijn eerste interlanddoelpunt. Hij zette Duitsland die dag op 0–1 in een met 2–3 gewonnen duel tegen Australië. Hij scoorde daarna ook in een groepswedstrijd tegen Chili en maakte het enige doelpunt van de wedstrijd in de finale tegen datzelfde Chili.

## Erelijst
| Competitie         | Winnaar   | Winnaar   | Runner-up | Runner-up | Derde     | Derde     |
| Competitie         | Aantal    | Jaren     | Aantal    | Jaren     | Aantal    | Jaren     |
| Duitsland          | Duitsland | Duitsland | Duitsland | Duitsland | Duitsland | Duitsland |
| ------------------ | --------- | --------- | --------- | --------- | --------- | --------- |
| Confederations Cup | 1x        | 2017      |           |           |           |           |

1 Omlin  ·
2 Chiarodia ·
3 Itakura ·
5 Friedrich ·
7 Stöger ·
8 Weigl ·
9 Honorat ·
10 Neuhaus ·
11 Kleindienst ·
13 Fukuda ·
14 Pléa ·
16 Sander ·
19 Ngoumou ·
20 Netz ·
21 Sippel ·
22 Lainer ·
25 Hack ·
26 Ullrich ·
27 Reitz ·
28 Ranos ·
29 Scally ·
30 Elvedi ·
31 Čvančara ·
33 Nicolas ·
38 Borges Sanches ·
41 Olschowsky ·
Coach: Seoane
· Assistent-coach: Neuville
1 Trapp ·
2 Mustafi ·
3 Hector ·
4 Ginter ·
5 Plattenhardt ·
6 Henrichs ·
7 Draxler  ·
8 Goretzka ·
9 Wagner ·
10 Demirbay ·
11 Werner ·
12 Leno ·
13 Stindl ·
14 Emre Can ·
15 Younes ·
16 Rüdiger ·
17 Süle ·
18 Kimmich ·
20 Brandt ·
21 Rudy ·
22 Ter Stegen ·
Coach: Löw